# Klas Anding
Klas Gunnar Anding, född 25 juni 1967, är en svensk programledare och discjockey. Karriären tog sin början på närradiostation Radio VSD i Göteborg i slutet av 1980-talet. 
Han var under 1990-talet programledare på Radio City/Mix Megapol Göteborg, Mix Megapol i Uddevalla, Rockklassiker i Stockholm och TV Fyrstad.
Anding arbetar idag inom IT-branschen.